# Futbol'nyj Klub Černihiv
Il Futbol'nyj Klub Černihiv (in ucraino Футбольний клуб Чернігів?), noto semplicemente come FC Černihiv, è una società calcistica ucraina che milita nella Perša Liha, la seconda serie del campionato ucraino.

## Storia
La squadra fu fondata da Yuriy Synytsya, imprenditore della città Černihiv. Nel 2012, la dirigenza del club ha fatto i primi tentativi di trovare un terreno per la costruzione dello stadio. Yuri Sinitsa, fondatore della società Collar, che produce beni per animali domestici, si è impegnato a costruire un campo da calcio nell'area ZAZ della città. Nel 2013 la squadra viene ammessa nella serie amatoriale e nel 2021 fu ammessa per la prima volta nella Druha Liha, disputando per la prima partita della Kubok Ukraïny accedendo al secondo turno nella stagione 2021-2022. Nell'estate 2022 viene ammessa alla Perša Liha la seconda massima serie del campionato ucraino dove rimane per due anni. Nel 2024 viene creato il primo fan shop della squadra che ha iniziato ad operare in modalità test sul territorio del complesso commerciale TSUM a Černihiv. La gamma di prodotti comprende divise da gioco, attrezzature e souvenir del club, nonché abbigliamento sportivo, palloni e scarpe da calcio JAKO. Nel giugno 2024 retrocede nuovamente alla Druha Liha, ma riuscendo a raggiungere nuovamente il second turno della coppa d'Ucraina nella stagione 2024-2025. A gennaio 2025, la squadra viene riforzata ulteriormente con acquisti importanti come Dmytro Kulyk e Jehor Kartušov.

## Colori e simboli

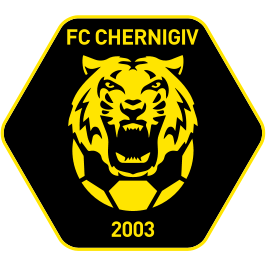
Logo usato dal 2017 ad oggi

### Colori
I colori della maglia della Černihiv sono il giallo, che è il principale, e il nero.

### Simboli ufficiali

#### Stemma
Lo simbolo del Černihiv è stato creato all'inizio del 2003 composto da uno sfondo giallo con la scritta USB in alto, un pallone al centro e in basso "Football Club". Nel 2017 il logo è stato modificato ed è composto dalla faccia di una tigre gialla con uno sfondo nero.

## Strutture

### Stadio

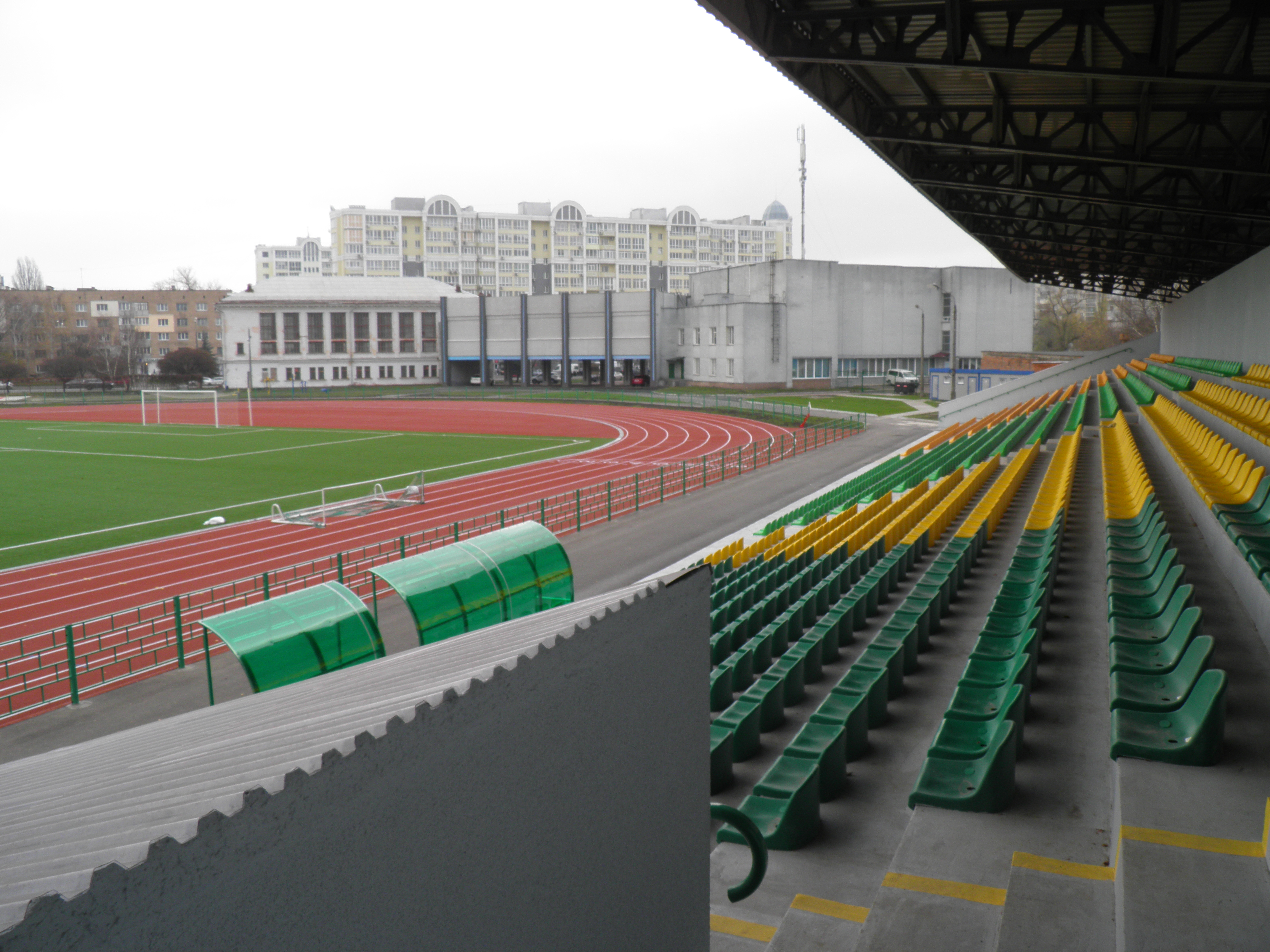
Veduta panoramica dello Stadio Junist, che viene utilizzato nelle gare più importanti del club.

Lo stadio principale della squadra è la Černihiv Arena con una capienza è di 500 spettatori. L'impianto, costruito nel 2016, venne ristrutturato nel 2017. Nel 2021 furono allestite delle tribune. Nel 2021 ospita la prima partite di Coppa Ucraina e Perša Liha. Nel 2022, a seguito dell'invasione dell'Ucraina, lo stadio è stato colpito da alcuni colpi di artiglieria russa. Nell'estate 2022 la squadra è stata promossa nella Perša Liha e il club ha deciso di utilizzare lo Stadio Yunist situato in Victory Ave, 110, 16624.

### Centro di allenamento
Inizialmente la squadra ha iniziato a utilizzare lo Stadio Lokomotiv e Stadio Tekstilščik. Nel 2016 la squadra inizia ad allenarsi nel nuovo stadio chiamato Černihiv Arena e dall'estate 2021, ha iniziato a utilizzato come sede per gli allenamenti anche il Centro sportivo Chimiki.

## Rosa 2025-2026
Aggiornato al 10 agosto 2025
| N. |                    | Ruolo | Calciatore            |
| -- | ------------------ | ----- | --------------------- |
| 2  | Ucraina (bandiera) | D     | Eduard Galstyan       |
| 3  | Ucraina (bandiera) | D     | Maksym Shumylo        |
| 6  | Ucraina (bandiera) | C     | Jevhen Shalfeyev      |
| 6  | Ucraina (bandiera) | C     | Andrij Veresotskyi    |
| 7  | Ucraina (bandiera) | C     | Dmytro Myronenko      |
| 8  | Ucraina (bandiera) | C     | Artur Bybik           |
| 9  | Ucraina (bandiera) | A     | Dmytro Kulyk          |
| 10 | Ucraina (bandiera) | C     | V"jačeslav Kojdan     |
| 11 | Ucraina (bandiera) | A     | Andriy Novikov        |
| 12 | Ucraina (bandiera) | C     | Jehor Kartušov        |
| 13 | Ucraina (bandiera) | C     | Djilindo Bezgubchenko |
| 14 | Ucraina (bandiera) | C     | Dmytro Sakhno         |
| 15 | Ucraina (bandiera) | D     | Andrij Lakeyenko      |
| 19 | Ucraina (bandiera) | C     | Nikita Posmashnyi     |

| N. |                    | Ruolo | Calciatore                  |
| -- | ------------------ | ----- | --------------------------- |
| 20 | Ucraina (bandiera) | D     | Dmytro Fatyeyev             |
| 21 | Ucraina (bandiera) | C     | Vladyslav Shkolnyi          |
| 22 | Ucraina (bandiera) | P     | Oleksandr Roshchynskyi      |
| 23 | Ucraina (bandiera) | D     | Oleksij Zenchenko           |
| 24 | Ucraina (bandiera) | C     | Dmytro Didok                |
| 33 | Ucraina (bandiera) | A     | Andriy Porokhnya            |
| 35 | Ucraina (bandiera) | P     | Maksym Tatarenko (capitano) |
| 38 | Ucraina (bandiera) | D     | Pavlo Shushko               |
| 55 | Ucraina (bandiera) | C     | Anatoliy Romanchenko        |
| 77 | Ucraina (bandiera) | A     | Daniil Volskyi              |
| 88 | Ucraina (bandiera) | C     | Andriy Stolyarchuk          |
| 97 | Ucraina (bandiera) | C     | Maksym Serdyuk              |
| 99 | Ucraina (bandiera) | P     | Denys Gerasymenko           |

## Allenatori e presidenti

### Allenatori
Di seguito sono riportate le liste degli allenatori e dei presidenti che si sono succeduti alla guida del club nella sua storia.
- 2003–2021  Vadym Postovoj
- 2021–  Valerij Čornyj